# James Morrison (fodboldspiller)
 For alternative betydninger, se James Morrison. (Se også artikler, som begynder med James Morrison)
James Clark Morrison (født 25. maj 1986) er en britisk fodboldtræner, og tidligere spiller, som er del af trænerstaben hos West Bromwich Albion og Skotlands landshold.

## Klubkarriere

### Middlesbrough
Morrison begyndte sin karriere hos Middlesbrough, hvor han fik sin førsteholdsdebut i januar 2004.

### West Bromwich Albion
Morrison skiftede i august 2007 til West Bromwich Albion. Han blev med det samme etableret som en vigtig spiller på holdet.
Morrison blev i 2014-15 sæsonen kåret som årets spiller i klubben af fansene.
Han forlod West Bromwich efter 12 år i juli 2019. Efter at have forladt West Brom, så besluttede han at stoppe karrieren, for at tage et job som akademitræner hos klubbem.

## Landsholdskarriere

### England
Morrison har repræsenteret England på flere ungdomsniveauer.

### Skotland
I juli 2007, valgte Morrison at skifte til at repræsentere Skotland, ville han kunne igennem sin bedstefar, som kom fra landet. Han debuterede for Skotlands landshold den 30. maj 2008.

## Trænerkarriere
Morrison begyndte sin trænerkarriere efter at have stoppet sin spillerkarriere, da han fik en rolle i West Bromwich Albions akademi. I december 2020 fik han en rolle på førsteholdet under nye træner Sam Allardyce.
I juni 2023 tog Morrison også en rolle på trænerstaben af Skotlands landshold under træner Steve Clarke.

## Titler
West Bromwich Albion
- Football League Championship: 1 (2007-08)

Individuelle
- West Bromwich Albion Årets spiller: 1 (2014-15)